# Carl Loewe
Johann Carl (Karl) Gottfried Loewe (30. november 1796 – 20. april 1869) var en tysk komponist.
Den nordtyske Schubert som wienerne kaldte ham, han havde en glimrende sangstemme og foretog koncertrejser i og uden for Tyskland. Han huskes først og fremmest for sine ballader, dvs. fortællende digte.